# Alemanha nos Jogos Olímpicos de Verão de 1952
A Alemanha foi uma das 69 nações que participaram dos Jogos Olímpicos de Verão de 1952, em Helsínquia, na Finlândia. O país estreou nos Jogos em 1896 e esta foi sua 9ª participação.